# Démographie de la république démocratique du Congo
Cet article contient des statistiques sur la démographie de la république démocratique du Congo. La population est caractérisée par l'importance de sa jeunesse, 60 % des habitants ont moins de 20 ans. La population du Congo est estimée à 102 millions d'habitants en 2023, ce qui en fait le 15e pays le plus peuplé du monde.

## Évolution de la population

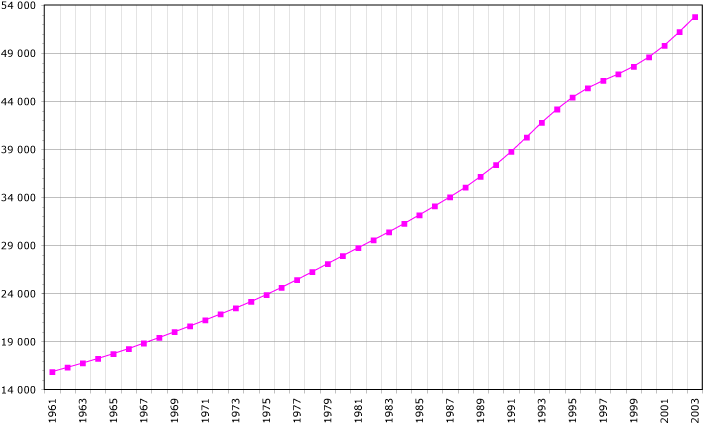
Évolution de la démographie entre 1961 et 2003 (source : FAO, 2005). Population en milliers d'habitants.

Historiquement, la traite esclavagiste des Portugais à l’ouest, de certains pays africains eux-mêmes et celle des Arabo-Swahilis à l'est a considérablement vidé le territoire. Le régime de Léopold II a conduit à des massacres et a encore plus diminué la population (le nombre d'ouvriers congolais dans le secteur du caoutchouc était de 44 000 personnes. 1 600 colons à l'époque [réf. nécessaire]). Les différents chiffres d'une population autour de 20 millions de personnes avant la colonisation sous Léopold II qui ont longtemps circulé sont aujourd'hui considérés comme infondés et surestimés par les historiens qui concluent qu'« il est difficile d'avancer un quelconque pourcentage car les seuls chiffres de population qui sont disponibles sont ceux de groupes restreints d'Européens. Il n'existe donc aucun fondement scientifique ». Toutefois, certains historiens contemporains comme David Van Reybrouck ou l'essayiste Adam Hochschild estiment que la population congolaise de 1885 devait compter plusieurs millions d'individus sans qu'aucun chiffre précis ne puisse être établi,,.
Après 23 ans de tutelles de Léopold II, en 1908 on recensait dans le pays 10 millions d'habitants[réf. nécessaire]. Le chiffre de 10 millions de Congolais tués de 1885 à 1904  qui a par la suite été largement popularisé par Marc Twain qui n'a jamais cité ses sources peut dès lors être considéré comme infondé, aucun recensement précis n'ayant été alors fait. Ce n'est qu'avec la crise de 1929 et la fin de la Seconde Guerre mondiale que la population commence à augmenter rapidement. Mais le Congo belge comptait 13,5 millions d'habitants en 1930 et 14,7 millions d'habitants à l'indépendance le 30 juin 1960.
Durant la guerre interafricaine, une guerre menée principalement par le Rwanda et l'Ouganda, qui a conduit à une grave crise économique, prélevant les richesses du sol et sous sol du Congo (coltan, niobium, cassitérie, cadmium, terre rare...) a eu comme conséquence de 1996 à nos jours plus de 12 millions de morts. Les agresseurs ont utilisé le viol comme arme de guerre pour déstructurer la société congolaise sur ces bases, il y aurait eu plus de 2 millions de femmes violés, selon Denis Mukwege lors de son passage à Paris, en 2013[réf. nécessaire]. C'est le conflit le plus meurtrier au Congo depuis l'esclavage, la traite négrière et les deux guerres mondiales.

## Principaux indicateurs démographiques

### Recensement
La république démocratique du Congo n'a connu qu'un seul recensement de sa population depuis sa formation en tant qu'État, soit celui de 1984, à l'époque où il était appelé Zaïre. 

### Évolution des indicateurs
| Année     | Naissances annuelles | Décès annuels | Solde naturel annuel | Taux de natalité (‰) | Taux de mortalité (‰) | Solde naturel (‰) | Indice de fécondité | Taux de mortalité infantile (‰) |
| --------- | -------------------- | ------------- | -------------------- | -------------------- | --------------------- | ----------------- | ------------------- | ------------------------------- |
| 1950-1955 | 608 000              | 329 000       | 279 000              | 47,2                 | 25,5                  | 21,7              | 5,98                | 167                             |
| 1955-1960 | 683 000              | 341 000       | 342 000              | 47,2                 | 23,6                  | 23,7              | 5,98                | 158                             |
| 1960-1965 | 780 000              | 369 000       | 411 000              | 47,4                 | 22,4                  | 25,0              | 6,04                | 151                             |
| 1965-1970 | 898 000              | 402 000       | 496 000              | 47,5                 | 21,3                  | 26,3              | 6,15                | 143                             |
| 1970-1975 | 1 037 000            | 433 000       | 604 000              | 47,6                 | 19,9                  | 27,7              | 6,29                | 134                             |
| 1975-1980 | 1 208 000            | 488 000       | 720 000              | 48,0                 | 19,4                  | 28,6              | 6,46                | 129                             |
| 1980-1985 | 1 425 000            | 550 000       | 874 000              | 49,1                 | 19,0                  | 30,1              | 6,72                | 125                             |
| 1985-1990 | 1 689 000            | 632 000       | 1 057 000            | 50,1                 | 18,7                  | 31,4              | 6,98                | 121                             |
| 1990-1995 | 2 035 000            | 743 000       | 1 292 000            | 50,6                 | 18,5                  | 32,1              | 7,14                | 119                             |
| 1995-2000 | 2 335 000            | 923 000       | 1 412 000            | 49,8                 | 19,7                  | 30,1              | 7,04                | 128                             |
| 2000-2005 | 2 580 000            | 973 000       | 1 607 000            | 48,2                 | 18,2                  | 30,0              | 6,70                | 120                             |
| 2005-2010 | 2 772 000            | 1 058 000     | 1 714 000            | 44,9                 | 17,2                  | 27,8              | 6,07                | 116                             |

## Répartition de la population
La densité de population en république démocratique du Congo est d'environ 45 habitants au km2, ce qui est comparable à la moyenne africaine. La population se concentre sur les plateaux, dans la savane près des fleuves et des lacs ; le nord et le centre du pays, domaine de la jungle, sont quasiment vides. L'exode rural a gonflé les villes. Les plus grandes agglomérations sont Kinshasa, Lubumbashi, Mbuji-Mayi, Kananga, Kisangani, Bukavu.

## Langue
Le français est la langue officielle de la république démocratique du Congo (RDC), pays francophone le plus peuplé du monde, devant la France. Quatre autres langues ont le statut de langues nationales : kikongo ya leta, lingala, swahili et tshiluba.

## Ethnies

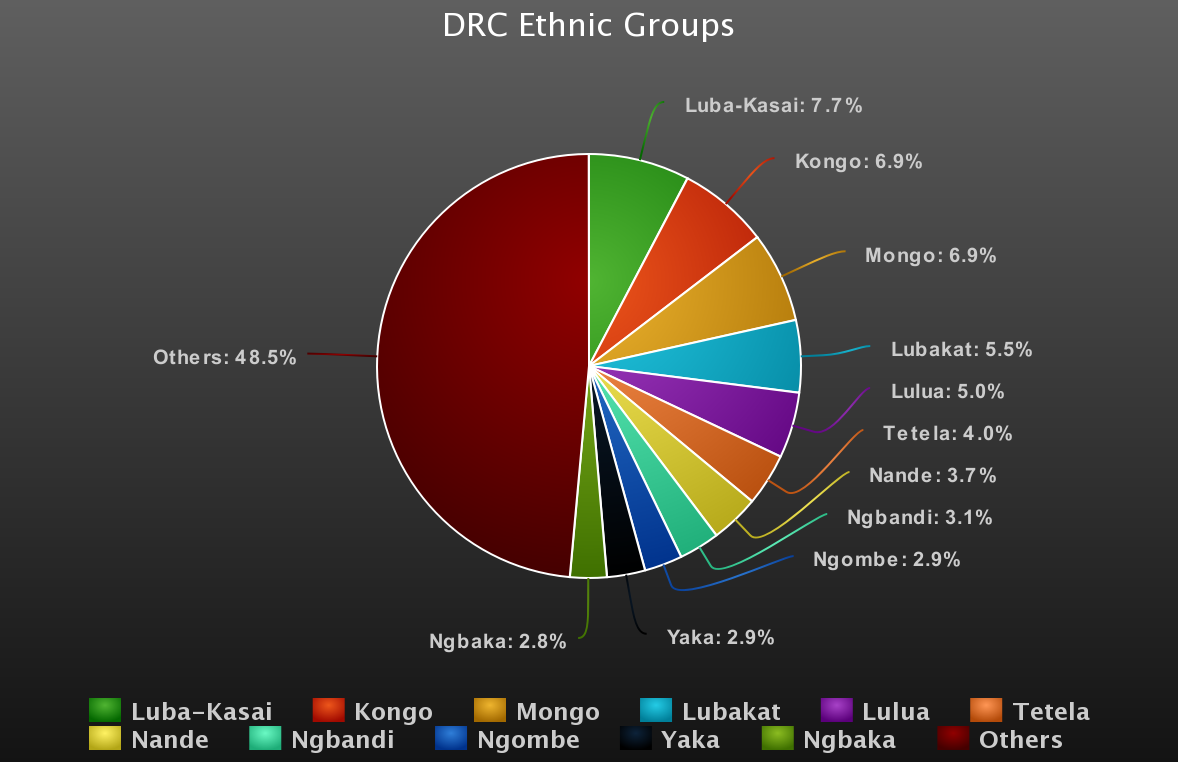
Répartition des plus grands groupes ethniques en RDC.

Major ethnilinguistic groupe on Democratic Republic of Congo

Le peuple congolais est composé de plusieurs centaines d'ethnies — certains donnent le nombre de 200, 250,, plus de 365,, 400 ou 450, — formant différents groupes. Néanmoins, de nombreuses langues et cultures de petites ethnies ont tendance à disparaître au profit de celles des grosses ethnies.
Groupe bantou :
Bashi (15-20%) Luba (18 %), Mongo (17 %), Kongo (12 %), Nande (10 %)
Autres : , Ambuun, Angba, Babindji, Bangala, Bango, Pende, Bazombe, Mbata, Bemba, Bembe, Bira, Bowa, Dikidiki, Dzing, Fuliru, Havu, Henya, Hunde, Hutu, Iboko, Kanyok, Kaonde, Kuba, Kwango, Lengola, Lokele, Lundas, Lupu, Lwalwa, Mbala, Mbole, Mbuza (Budja), Ngoli, Bangoli, Nande, Ngombe, Nkumu, Popoi, Poto, Salampasu, Sango, Shi, Songo, Sukus Tabwa, Tchokwé, Téké, Tembo, Tetela, Topoke, Ungana, Vira, Wakuti, Yaka, Yanzi, Yeke, Yela, Batsamba, Baholo, Baboma, etc.

Groupe adamaoua-oubanguien :
Banda, Bobangis, Gbaya, Ngbandi, Ngbaka, Yakoma, Zande
Groupe soudanique central :
Lendu, Manvu, Mbunja, Moru, Mangbetu, Lugbara, Logo
Groupe nilotique :
Alur, Bari, Hema, Kakwa
Groupe pygmée :
Mbuti, Twa, Baka, Babinga

## Religion
La population congolaise est très majoritairement chrétienne.

## Migrations
Après les nombreuses guerres en son sein et chez ses voisins, la république démocratique du Congo abritait environ 177 500 réfugiés et demandeurs d'asile à la fin de 2007. Ceux-ci provenaient de l'Angola, du Rwanda, du Burundi, de l'Ouganda et du Soudan.

## Santé
De manière générale, les indicateurs sociaux ont des niveaux préoccupants : le taux de mortalité infantile est passé de 12,4 % en 1990 à 11,2 % en 2011, le taux de mortalité maternelle de 800 décès pour 100 000 naissances vivantes en 1990 à 2 000 décès pour 100 000 naissances actuellement, l’espérance de vie est passée de 45,7 ans en 2000 à 48,7 ans 2013 contre une moyenne africaine de 55 ans, l’accès aux services de santé de base est inférieur à 26 pour cent, près des 3/4 de la population vit en dessous du seuil de pauvreté multidimensionnel. Le paludisme fait des ravages en RDC.
De plus, des maladies autrefois éradiquées comme la trypanosomiase, la lèpre et la peste ont resurgi, et la pandémie du VIH/sida touche 3 % de la population entre 15 et 49 ans. Le chiffre pourrait s’élever à 20-22 pour cent dans les provinces orientales où il y a encore quelques troubles. Selon les dernières estimations, environ 750 000 enfants ont perdu au moins un de leurs parents en raison de la maladie.
Cette situation perdure depuis déjà des décennies.

### Conditions de travail

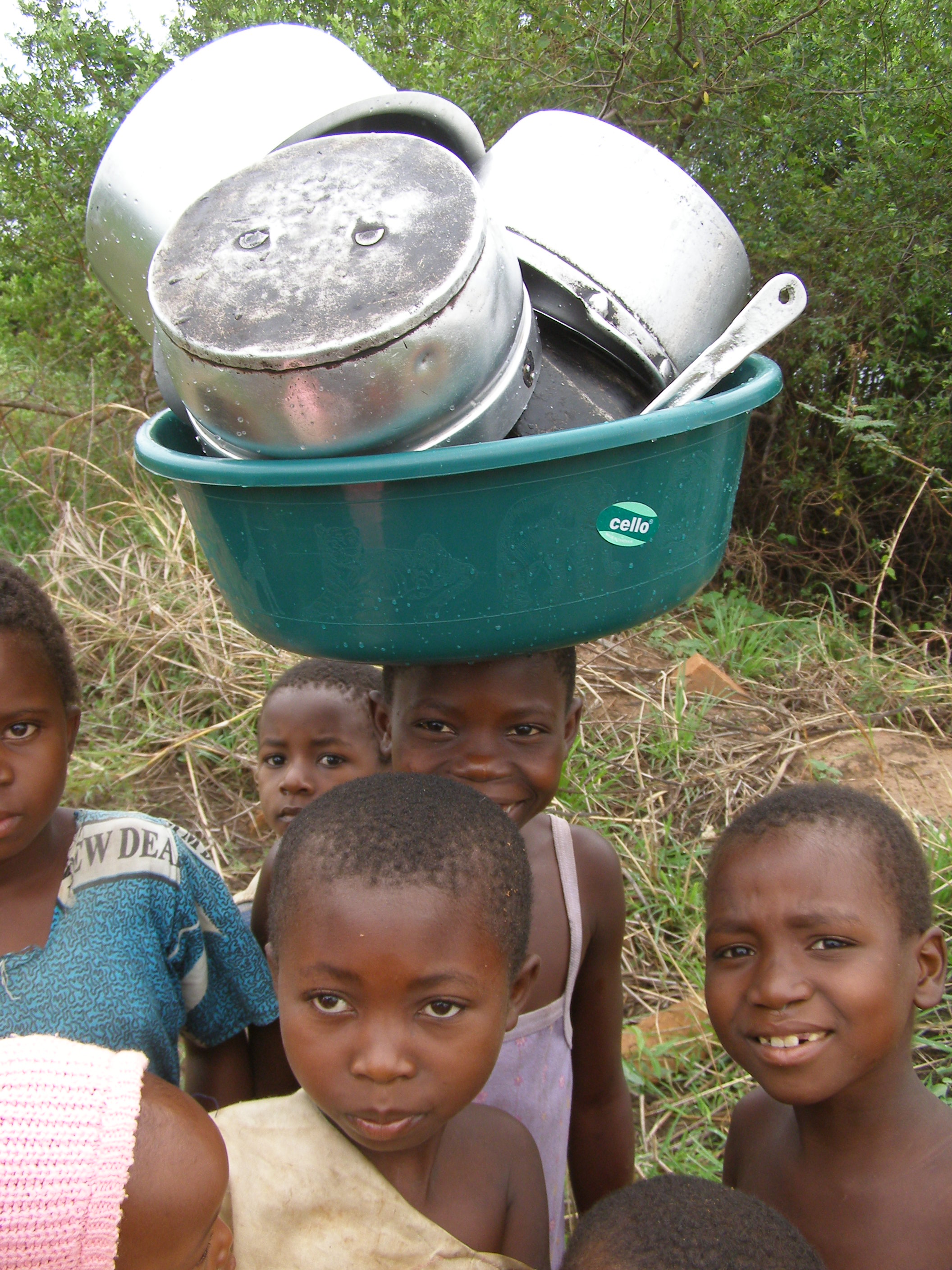
Les enfants, très tôt mis à contribution.

Environ 40 000 enfants travaillent sans protection et dans des conditions extrêmes de pénibilité dans le secteur informel des mines de cuivre et cobalt qui s'est anarchiquement développé depuis les années 1990, au profit de revendeurs et de compagnies privées (ex : Chemaf, Somika, Rubamin, Volcano et notamment le Groupe Bazano via un comptoir appartenant à un Libanais pour faire traiter ses produits dans les usines Bazano de Likasi), sans respect du code minier ou du droit international du travail. Le commerce est en grande évolution dans l'Est du pays, plus précisement par les Nande.

## Criminalité

### Viols
Les guerres répétitives et incessantes, usant du viol comme arme de découragement des camps adverses, a causé d'énormes dégâts sur la population civile. Pratiqués par tous les groupes armés, hutus, maï-maïs, rwandais, congolais et M23, depuis des dizaines d'années et sur toutes les tranches d'âge (des bébés de 18 mois ont été décomptés parmi les victimes), ce phénomène cause d'importants problèmes sanitaires, et a touché au moins 500 000 victimes depuis 1996.